# Chóra
 (janvier 2019).
Pour les articles homonymes, voir Chóra (homonymie).
Chóra (grec moderne : Χώρα) est une petite ville grecque de 3 500 habitants, située en Messénie à l'extrémité sud-ouest du Péloponnèse. 
Elle est la plus grande ville de la municipalité de Pylos-Nestor et la cinquième ville la plus grande en Messénie.  

## Géographie
Chóra est située dans la partie sud-ouest de la Grèce, dans le district régional de Messénie en Grèce. Elle se trouve à 273 km d’Athènes, à 205 km de Patras et à 55 km de Kalamata. Elle a une altitude de 294 mètres et elle se trouve à environ 12 kilomètres de la mer Ionienne. Chóra est à 10 kilomètres de Gargaliáni et à 21 kilomètres de Pylos. La plage Romanos, la plage Divari et la plage de Voidokilia sont situées à proximité de la ville.

## Histoire
Dans la région de Chóra se trouvait l'ancienne ville de Pylos. La région faisait partie du royaume de Nestor, qui a participé à la Guerre de Troie. Un palais mycénien, le Palais de Nestor a été découvert à quatre kilomètres de la ville, sur la colline d’ Englianos. Il constitue le palais mycénien le mieux préservé dans le monde hellénique. Il a été construit aux alentours de 1300 avant J.C. et a été détruit à cause d’un incendie. Il s'agissait d’un complexe de deux étages consistant en quatre bâtiments différents. Les excavations ont permis la découverte de 105 locaux. Le bâtiment central était la résidence loyale. Le bâtiment au sud-ouest était le noyau de l’ancien palais. Au nord-est, il existait un grand bâtiment utilisé comme un atelier. Le quatrième bâtiment était un entrepôt de vin, de l’huile et du blé. La pièce la plus spacieuse a été nommée la « Salle du trône ». Dedans, il y avait un foyer, ainsi que le trône, encadré par deux griffons. Les murs était décorés avec des fresques. Une salle de bain longue et étroite est la seule en son genre à avoir été révélée à ce jour dans un palais mycénien de la Grèce continentale dont l'installation est très bien préservée. Dans les deux salles d’archives, à l’entrée du palais, des archéologues ont découvert 1 250 plaques d'argile. L’incendie qui a détruit le palais a permis la préservation d’un tel nombre de plaques, car, en les brulant, il les a rendues moins fragiles. Finalement, le palais de Nestor est le seul de l'époque à ne pas posséder de murailles ou de fortification.
En 1927, Ligudista a été renommé en Chóra.